# Football Club Fiorentino
O F.C. Fiorentino (conhecido somente por Fiorentino) é um clube de futebol com sede em San Marino.

## História
Fundado em 1974 como S.S. Montevito, o Fiorentino tem um histórico inexpressivo no Campeonato local, tendo conquistado apenas um título, em 1991.

## Títulos
- Campeonato Sammarinese de Futebol: 1992

## Elenco
Nota: Bandeiras indicam equipe nacional, conforme definido pelas regras de elegibilidade da FIFA. Os jogadores podem ter mais de uma nacionalidade não-FIFA.
| N.º |            | Posição | Jogador            |
| --- | ---------- | ------- | ------------------ |
|     | San Marino | G       | Michele Bollini    |
|     | San Marino | G       | Marco Graziosi     |
|     | San Marino | G       | Matteo Venerucci   |
|     | San Marino | D       | Marco Arcangeloni  |
|     | San Marino | D       | Mattia Casadei     |
|     | San Marino | D       | Federico Cherubini |
|     | San Marino | D       | Matteo Ciacci      |
|     | San Marino | D       | Stefano Ciacci     |
|     | San Marino | D       | Matteo Colonna     |
|     | San Marino | D       | Irish De Biagi     |
|     | San Marino | D       | Nicola Giorgini    |
|     | San Marino | D       | Davide Mariotti    |
|     | San Marino | D       | Daniele Pruccoli   |
|     | San Marino | D       | Marco Santolini    |

| N.º |                               | Posição | Jogador             |
| --- | ----------------------------- | ------- | ------------------- |
|     | San Marino                    | M       | Michele Agostini    |
|     | San Marino                    | M       | Matteo Bernardi     |
|     | San Marino                    | M       | Filippo Bombini     |
|     | San Marino                    | M       | Andrea Capicchioni  |
|     | San Marino                    | M       | Cristian De Angelis |
|     | San Marino                    | M       | Stefano Talarico    |
|     | San Marino                    | M       | Denis Veronesi      |
|     | San Marino                    | A       | Gian Luca Biagini   |
|     | San Marino                    | A       | Nicola Chiaruzzi    |
|     | San Marino                    | A       | Jacopo Manzari      |
|     | San Marino                    | A       | Yuri Pedini         |
|     | San Marino                    | A       | Steven Venerucci    |
|     | San Marino                    | A       | Adriano Zanotti     |
|     | Predefinição:Country data GAN | A       | Bhown Kwhoyn        |